# Héliopolis (film)
{\displaystyle }
Pour les articles homonymes, voir Héliopolis.
Pour plus de détails, voir Fiche technique et Distribution.
Héliopolis est un film dramatique algérien réalisé par Djaffar Gacem et sorti en 2021. Le film évoque les massacres de Sétif, Guelma et Kherrata en 1945. Héliopolis est le nom d'une petite ville à 5 km de la ville de Guelma, où se déroule l'action du film.
Le film représente l'Algérie pour l'Oscar du meilleur film international à la 94e cérémonie des Oscars.

## Synopsis
À Guelma, la journée du 8 mai 1945 est un événement qui change la vie d'une famille algérienne.

## Fiche technique
- Titre : Héliopolis
- Réalisation : Djaffar Gacem
- Scénario : Salah Eddine Chihani, Kahina Mohamed Oussaid et Djaffar Gacem
- Photographie : Uco Lopinto
- Montage : Marie-Pierre Renaud
- Décors : Moncef Hakouna
- Costumes : Jean Jacques Mirete
- Musique : Armand Amar
- Sociétés de production : Prod'Art Films, Centre algérien de développement du cinéma (CADC)
- Société de distribution :
- Pays de production :  Algérie
- Langue originale : arabe, français
- Genre : drame, historique
- Durée : 116 minutes
- Dates de sortie :
  - Algérie : 20 mai 2021 (en salles)
  - France : 28 avril 2022 (festival Cinémas du Sud, Lyon)[3]

## Distribution
- Mehdi Ramdani	: Mahfoud
- Souhila Mallem : Nedjma
- Cesar Duminil : Claude Roland
- Mourad Oudjit	: Bachir
- Jacques Serres : Marcel Lavie
- Fodil Assoul : Sadek
- Alexis Rangheard : Gervais
- Nacereddine Djoudi : Smail
- Aziz Boukrouni : Si Mokdad
- Mustapha Laribi : Ferhat Abbas

## Sortie
La première projection publique devait avoir lieu à l'Opéra d'Alger le 5 novembre 2020, mais elle a été annulée en raison de la pandémie de Covid-19 en Algérie,. Le film sort en salle en Algérie le 20 mai 2021.

## Anecdote
Lors du tournage d'une scène reconstituant les massacres du 8 mai 1945 à El Malah, une ville d'Aïn Témouchent, les acteurs ont porté le drapeau français lors du tournage de la manifestation. Cependant, le tournage a été interrompu, car la population a refusé que le drapeau français soit brandi, et cette séquence a finalement été annulée.